# Cathia Schär
Cathia Schär (Moudon, 20 de octubre de 2001) es una deportista suiza que compite en triatlón.
Ganó dos medallas en el Campeonato Mundial de Triatlón por Relevos Mixtos, en los años 2023 y 2024, dos medallas de bronce en el Campeonato Europeo de Triatlón, en los años 2022 y 2023, y una medalla de bronce en el Campeonato Europeo de Triatlón de Velocidad de 2022.

## Palmarés internacional
| Campeonato Mundial por Relevos Mixtos | Campeonato Mundial por Relevos Mixtos | Campeonato Mundial por Relevos Mixtos | Campeonato Mundial por Relevos Mixtos |
| Año                                   | Lugar                                 | Medalla                               | Prueba                                |
| ------------------------------------- | ------------------------------------- | ------------------------------------- | ------------------------------------- |
| 2023                                  | Hamburgo (Alemania)                   | Medalla de bronce                     | Relevo mixto                          |
| 2024                                  | Hamburgo (Alemania)                   | Medalla de plata                      | Relevo mixto                          |
| Campeonato Europeo                    |                                       |                                       |                                       |
| Año                                   | Lugar                                 | Medalla                               | Prueba                                |
| 2022                                  | Múnich (Alemania)                     | Medalla de bronce                     | Relevo mixto                          |
| 2023                                  | Madrid (España)                       | Medalla de bronce                     | Individual                            |

| Campeonato Europeo | Campeonato Europeo | Campeonato Europeo | Campeonato Europeo |
| Año                | Lugar              | Medalla            | Prueba             |
| ------------------ | ------------------ | ------------------ | ------------------ |
| 2022               | Olsztyn (Polonia)  | Medalla de bronce  | Individual         |